# Eisschnelllauf-Mehrkampfweltmeisterschaft 2000

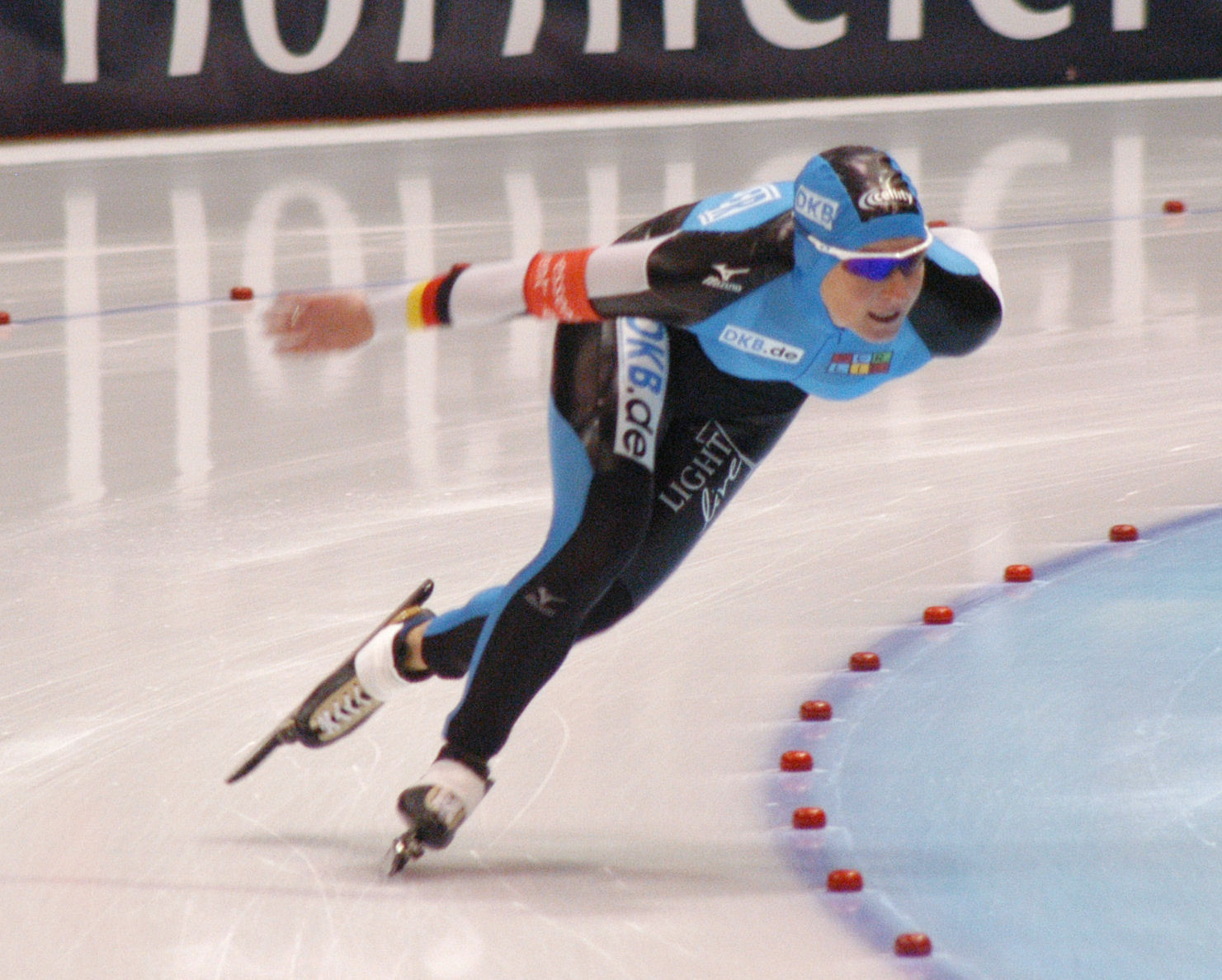
Mehrkampf-Weltmeisterin
Claudia Pechstein

Die 94. Mehrkampfweltmeisterschaft (58. der Frauen) wurde vom 5. bis 6. Februar 2000 im US-amerikanischen Milwaukee (Pettit National Ice Center) ausgetragen.

## Teilnehmende Nationen
- 48 Sportler aus 15 Nationen nahmen am Mehrkampf teil.

| Teilnehmende Nationen             | Teilnehmende Nationen                         | Teilnehmende Nationen                    | Teilnehmende Nationen             |
| --------------------------------- | --------------------------------------------- | ---------------------------------------- | --------------------------------- |
| Österreich Belgien Kanada Schweiz | Volksrepublik China Deutschland Italien Japan | Kasachstan Südkorea Niederlande Norwegen | Polen Russland Vereinigte Staaten |

## Wettbewerb

### Frauen

#### Endstand Kleiner-Vierkampf
- Zeigt die ersten zwölf Finalteilnehmerinnen der Mehrkampf-WM über 5.000 Meter.
  - Die Zahl in Klammern gibt die Platzierung je Einzelstrecke an, fett gedruckt die jeweils Schnellste.

| Rang | Name                     | 500 Meter    | Pkt.    | 3.000 Meter  | Pkt.  | 1.500 Meter  | Pkt.  | 5.000 Meter  | Pkt.  | Gesamt- pkt. |
| ---- | ------------------------ | ------------ | ------- | ------------ | ----- | ------------ | ----- | ------------ | ----- | ------------ |
| 1    | Claudia Pechstein        | 40,18 (4)    | 40,18   | 4:06,44 (1)  | 41,07 | 1:59,97 (2)  | 39,99 | 7:05,87 (2)  | 42,58 | 163,830      |
| 2    | Gunda Niemann-Stirnemann | 40,43 (8)    | 40,43   | 4:06,83 (2)  | 41,13 | 2:00,62 (3)  | 40,20 | 7:02,11 (1)  | 42,21 | 163,985      |
| 3    | Maki Tabata              | 39,68 (2)    | 39,68   | 4:13,79 (3)  | 42,29 | 1:59,52 (1)  | 39,84 | 7:14,78 (3)  | 43,47 | 165,296      |
| 4    | Emese Hunyady            | 39,78 (3)    | 39,78   | 4:16,43 (7)  | 42,73 | 2:01,12 (6)  | 40,37 | 7:33,96 (11) | 45,39 | 168,287      |
| 5    | Renate Groenewold        | 41,44 (18)   | 41,44   | 4:14,83 (4)  | 42,47 | 2:01,22 (7)  | 40,40 | 7:23,71 (5)  | 44,37 | 168,688      |
| 6    | Tonny de Jong            | 40,40 (7)    | 40,40   | 4:17,27 (10) | 42,87 | 2:02,52 (12) | 40,84 | 7:25,80 (6)  | 44,58 | 168,698      |
| 7    | Swetlana Baschanowa      | 41,09 (16)   | 41,09   | 4:15,85 (5)  | 42,64 | 2:01,34 (8)  | 40,44 | 7:27,06 (7)  | 44,70 | 168,883      |
| 8    | Li Song                  | 40,28 (5)    | 40,28   | 4:19,12 (14) | 43,18 | 2:01,11 (5)  | 40,37 | 7:30,78 (10) | 45,07 | 168,914      |
| 9    | Cindy Overland           | 41,13 (17)   | 41,13   | 4:16,67 (9)  | 42,77 | 2:01,93 (11) | 40,64 | 7:27,21 (8)  | 44,72 | 169,272      |
| 10   | Annamarie Thomas         | 40,46 (9)    | 40,46   | 4:18,17 (11) | 43,02 | 2:01,08 (4)  | 40,36 | 7:38,33 (12) | 45,83 | 169,681      |
| 11   | Lyudmila Prokasheva      | 41,81 (21)   | 41,81   | 4:16,50 (8)  | 42,75 | 2:03,00 (15) | 41,00 | 7:29,87 (9)  | 44,98 | 170,547      |
| 12   | Anni Friesinger          | 1:29,48 (24) | 1:29,48 | 4:16,29 (6)  | 42,71 | 2:01,57 (9)  | 40,52 | 7:16,23 (4)  | 43,62 | 216,341      |

#### 500 Meter
| Platz | Name                     | Land                | Zeit    | Punkte  |
| ----- | ------------------------ | ------------------- | ------- | ------- |
| 1     | Edel Therese Høiseth     | Norwegen            | 39,48   | 39,48   |
| 2     | Maki Tabata              | Japan               | 39,68   | 39,68   |
| 3     | Emese Hunyady            | Österreich          | 39,78   | 39,78   |
| 4     | Claudia Pechstein        | Deutschland         | 40,18   | 40,18   |
| 5     | Li Song                  | Volksrepublik China | 40,28   | 40,28   |
| 6     | Marieke Wijsman          | Niederlande         | 40,30   | 40,30   |
| 7     | Tonny de Jong            | Niederlande         | 40,40   | 40,40   |
| 8     | Gunda Niemann-Stirnemann | Deutschland         | 40,43   | 40,43   |
| 9     | Annamarie Thomas         | Niederlande         | 40,46   | 40,46   |
| 10    | Cindy Klassen            | Kanada              | 40,51   | 40,51   |
|       |                          |                     |         |         |
| 19    | Daniela Anschütz         | Deutschland         | 41,71   | 41,71   |
| 24    | Anni Friesinger          | Deutschland         | 1:29,48 | 1:29,48 |

#### 3.000 Meter
| Platz | Name                     | Land        | Zeit    | Punkte |
| ----- | ------------------------ | ----------- | ------- | ------ |
| 1     | Claudia Pechstein        | Deutschland | 4:06,44 | 41,07  |
| 2     | Gunda Niemann-Stirnemann | Deutschland | 4:06,83 | 41,13  |
| 3     | Maki Tabata              | Japan       | 4:13,79 | 42,29  |
| 4     | Renate Groenewold        | Niederlande | 4:14,83 | 42,47  |
| 5     | Swetlana Baschanowa      | Russland    | 4:15,85 | 42,64  |
| 6     | Anni Friesinger          | Deutschland | 4:16,29 | 42,71  |
| 7     | Emese Hunyady            | Österreich  | 4:16,43 | 42,73  |
| 8     | Lyudmila Prokasheva      | Kasachstan  | 4:16,50 | 42,75  |
| 9     | Cindy Overland           | Kanada      | 4:16,67 | 42,77  |
| 10    | Tonny de Jong            | Niederlande | 4:17,27 | 42,87  |
|       |                          |             |         |        |
| 17    | Daniela Anschütz         | Deutschland | 4:20,68 | 43,44  |

#### 1.500 Meter
| Platz | Name                     | Land                | Zeit    | Punkte |
| ----- | ------------------------ | ------------------- | ------- | ------ |
| 1     | Maki Tabata              | Japan               | 1:59,52 | 39,84  |
| 2     | Claudia Pechstein        | Deutschland         | 1:59,97 | 39,99  |
| 3     | Gunda Niemann-Stirnemann | Deutschland         | 2:00,62 | 40,20  |
| 4     | Annamarie Thomas         | Niederlande         | 2:01,08 | 40,36  |
| 5     | Li Song                  | Volksrepublik China | 2:01,11 | 40,37  |
| 6     | Emese Hunyady            | Österreich          | 2:01,12 | 40,37  |
| 7     | Renate Groenewold        | Niederlande         | 2:01,22 | 40,40  |
| 8     | Swetlana Baschanowa      | Russland            | 2:01,34 | 40,44  |
| 9     | Anni Friesinger          | Deutschland         | 2:01,57 | 40,52  |
| 10    | Marieke Wijsman          | Niederlande         | 2:01,64 | 40,54  |
|       |                          |                     |         |        |
| 17    | Daniela Anschütz         | Deutschland         | 2:03,59 | 41,19  |

#### 5.000 Meter
| Platz | Name                     | Land                | Zeit    | Punkte |
| ----- | ------------------------ | ------------------- | ------- | ------ |
| 1     | Gunda Niemann-Stirnemann | Deutschland         | 7:02,11 | 42,21  |
| 2     | Claudia Pechstein        | Deutschland         | 7:05,87 | 42,58  |
| 3     | Maki Tabata              | Japan               | 7:14,78 | 43,47  |
| 4     | Anni Friesinger          | Deutschland         | 7:16,23 | 43,62  |
| 5     | Renate Groenewold        | Niederlande         | 7:23,71 | 44,37  |
| 6     | Tonny de Jong            | Niederlande         | 7:25,80 | 44,58  |
| 7     | Swetlana Baschanowa      | Russland            | 7:27,06 | 44,70  |
| 8     | Cindy Overland           | Kanada              | 7:27,21 | 44,72  |
| 9     | Lyudmila Prokasheva      | Kasachstan          | 7:29,87 | 44,98  |
| 10    | Li Song                  | Volksrepublik China | 7:30,78 | 45,07  |
|       |                          |                     |         |        |
| 11    | Emese Hunyady            | Österreich          | 7:33,96 | 45,39  |

### Männer

#### Endstand Großer-Vierkampf
- Zeigt die zwölf Finalteilnehmer der Mehrkampf-WM über 10.000 Meter.
  - Die Zahl in Klammern gibt die Platzierung je Einzelstrecke an, fett gedruckt der jeweils Schnellste.

| Rang | Name                | 500 Meter  | Pkt.  | 5.000 Meter  | Pkt.  | 1.500 Meter  | Pkt.  | 10.000 Meter  | Pkt.  | Gesamt- pkt. |
| ---- | ------------------- | ---------- | ----- | ------------ | ----- | ------------ | ----- | ------------- | ----- | ------------ |
| 1    | Gianni Romme        | 37,68 (12) | 37,68 | 6:26,14 (1)  | 38,61 | 1:50,36 (4)  | 36,78 | 13:23,94 (1)  | 40,19 | 153,277      |
| 2    | Ids Postma          | 36,56 (3)  | 36,56 | 6:40,89 (7)  | 40,08 | 1:50,28 (3)  | 36,76 | 14:00,48 (9)  | 42,02 | 155,433      |
| 3    | Rintje Ritsma       | 37,20 (7)  | 37,20 | 6:40,70 (6)  | 40,07 | 1:50,46 (5)  | 36,82 | 13:54,65 (7)  | 41,73 | 155,822      |
| 4    | Bart Veldkamp       | 38,39 (19) | 38,39 | 6:36,78 (3)  | 39,67 | 1:50,90 (7)  | 36,96 | 13:40,77 (2)  | 41,03 | 156,072      |
| 5    | Roberto Sighel      | 37,49 (10) | 37,49 | 6:40,50 (5)  | 40,05 | 1:51,22 (8)  | 37,07 | 13:55,35 (8)  | 41,76 | 156,380      |
| 6    | Keiji Shirahata     | 38,08 (16) | 38,08 | 6:38,88 (4)  | 39,88 | 1:52,42 (14) | 37,47 | 13:45,20 (4)  | 41,26 | 156,701      |
| 7    | Hiroyuki Noake      | 37,11 (6)  | 37,11 | 6:42,73 (9)  | 40,27 | 1:50,60 (6)  | 36,86 | 14:10,45 (10) | 42,52 | 156,771      |
| 8    | Frank Dittrich      | 39,08 (23) | 39,08 | 6:36,02 (2)  | 39,60 | 1:54,17 (22) | 38,05 | 13:42,03 (3)  | 41,10 | 157,839      |
| 9    | Kevin Marshall      | 37,20 (7)  | 37,20 | 6:46,01 (14) | 40,60 | 1:51,78 (10) | 37,26 | 14:17,07 (11) | 42,85 | 157,914      |
| 10   | Ådne Søndrål        | 36,09 (2)  | 36,09 | 6:54,08 (22) | 41,40 | 1:47,82 (1)  | 35,94 | 14:53,41 (12) | 44,67 | 158,108      |
| 11   | Knut Morgenstern    | 38,30 (18) | 38,30 | 6:42,68 (8)  | 40,26 | 1:55,09 (23) | 38,36 | 13:48,46 (5)  | 41,42 | 158,354      |
| 12   | Martin Feigenwinter | 40,35 (24) | 40,35 | 6:43,00 (10) | 40,30 | 1:57,06 (24) | 39,02 | 13:53,38 (6)  | 41,66 | 161,339      |

#### 500 Meter
| Platz | Name                 | Land               | Zeit  | Punkte |
| ----- | -------------------- | ------------------ | ----- | ------ |
| 1     | Jae-Bong Choi        | Südkorea           | 36,01 | 36,01  |
| 2     | Ådne Søndrål         | Norwegen           | 36,09 | 36,09  |
| 3     | Ids Postma           | Niederlande        | 36,56 | 36,56  |
| 4     | Petter Andersen      | Norwegen           | 36,68 | 36,68  |
| 5     | KC Boutiette         | Vereinigte Staaten | 37,09 | 37,09  |
| 6     | Hiroyuki Noake       | Japan              | 37,11 | 37,11  |
| 7     | Rintje Ritsma        | Niederlande        | 37,20 | 37,20  |
| 7     | Kevin Marshall       | Kanada             | 37,20 | 37,20  |
| 9     | Sergei Zybenko       | Kasachstan         | 37,35 | 37,35  |
| 10    | Roberto Sighel       | Italien            | 37,49 | 37,49  |
| 10    | Derek Parra          | Vereinigte Staaten | 37,49 | 37,49  |
|       |                      |                    |       |        |
| 18    | Knut Morgenstern     | Deutschland        | 38,30 | 38,30  |
| 20    | Marnix ten Kortenaar | Österreich         | 38,62 | 38,62  |
| 23    | Frank Dittrich       | Deutschland        | 39,08 | 39,08  |
| 24    | Martin Feigenwinter  | Schweiz            | 40,35 | 40,35  |

#### 5.000 Meter
| Platz | Name                 | Land        | Zeit    | Punkte |
| ----- | -------------------- | ----------- | ------- | ------ |
| 1     | Gianni Romme         | Niederlande | 6:26,14 | 38,61  |
| 2     | Frank Dittrich       | Deutschland | 6:36,02 | 39,60  |
| 3     | Bart Veldkamp        | Belgien     | 6:36,78 | 39,67  |
| 4     | Keiji Shirahata      | Japan       | 6:38,88 | 39,88  |
| 5     | Roberto Sighel       | Italien     | 6:40,50 | 40,05  |
| 6     | Rintje Ritsma        | Niederlande | 6:40,70 | 40,07  |
| 7     | Ids Postma           | Niederlande | 6:40,89 | 40,08  |
| 8     | Knut Morgenstern     | Deutschland | 6:42,68 | 40,26  |
| 9     | Hiroyuki Noake       | Japan       | 6:42,73 | 40,27  |
| 10    | Martin Feigenwinter  | Schweiz     | 6:43,00 | 40,30  |
|       |                      |             |         |        |
| 17    | Marnix ten Kortenaar | Österreich  | 6:47,13 | 40,71  |

#### 1.500 Meter
| Platz | Name                 | Land        | Zeit    | Punkte |
| ----- | -------------------- | ----------- | ------- | ------ |
| 1     | Ådne Søndrål         | Norwegen    | 1:47,82 | 35,94  |
| 2     | Petter Andersen      | Norwegen    | 1:49,29 | 36,43  |
| 3     | Ids Postma           | Niederlande | 1:50,28 | 36,76  |
| 4     | Gianni Romme         | Niederlande | 1:50,36 | 36,78  |
| 5     | Rintje Ritsma        | Niederlande | 1:50,46 | 36,82  |
| 6     | Hiroyuki Noake       | Japan       | 1:50,60 | 36,86  |
| 7     | Bart Veldkamp        | Belgien     | 1:50,90 | 36,96  |
| 8     | Roberto Sighel       | Italien     | 1:51,22 | 37,07  |
| 9     | Eskil Ervik          | Norwegen    | 1:51,42 | 37,14  |
| 10    | Kevin Marshall       | Kanada      | 1:51,78 | 37,26  |
|       |                      |             |         |        |
| 21    | Marnix ten Kortenaar | Österreich  | 1:53,77 | 37,92  |
| 22    | Frank Dittrich       | Deutschland | 1:54,17 | 38,05  |
| 23    | Knut Morgenstern     | Deutschland | 1:55,09 | 38,36  |
| 24    | Martin Feigenwinter  | Schweiz     | 1:57,06 | 39,02  |

#### 10.000 Meter
| Platz | Name                | Land        | Zeit     | Punkte |
| ----- | ------------------- | ----------- | -------- | ------ |
| 1     | Gianni Romme        | Niederlande | 13:23,94 | 40,19  |
| 2     | Bart Veldkamp       | Belgien     | 13:40,77 | 41,03  |
| 3     | Frank Dittrich      | Deutschland | 13:42,03 | 41,10  |
| 4     | Keiji Shirahata     | Japan       | 13:45,20 | 41,26  |
| 5     | Knut Morgenstern    | Deutschland | 13:48,46 | 41,42  |
| 6     | Martin Feigenwinter | Schweiz     | 13:53,38 | 41,66  |
| 7     | Rintje Ritsma       | Niederlande | 13:54,65 | 41,73  |
| 8     | Roberto Sighel      | Italien     | 13:55,35 | 41,76  |
| 9     | Ids Postma          | Niederlande | 14:00,48 | 42,02  |
| 10    | Hiroyuki Noake      | Japan       | 14:10,45 | 42,52  |